# زهرة المرجان الياقوتية
زهرة المرجان الياقوتية أو الحمراء أو الكِنْدِيَة الياقوتية أو الحمراء هو نوع من النباتات المزهرة في الفصيلة البقولية من جنس زهرة المرجان وهو متوطن في جنوب غرب أستراليا الغربية. وهي عشبة لافة أو زاحفة ذات أوراق ثلاثية وزهور حمراء داكنة أو ياقوتية.